# 斯托沃爾 (北卡羅萊納州)
斯托沃爾（英語：Stovall）是一個位於美國北卡羅萊納州格蘭維爾縣的城鎮。

## 人口
根據2020年美國人口普查的數據，斯托沃爾的面積為2.71平方千米，皆為陸地。當地共有人口324人，而人口密度為每平方千米120人。